# Флоренція Пінар
Флоренція Пінар, або Флоренція дель Пінар — іспанська письменниця 15 століття. Писала свої твори староіспанською мовою.
Мало що відомо про місце та дату народження поетки, але вважається, що вона була високоосвіченою та належала до найвищих прошарків суспільства. Про це свідчить той факт, що Флоренція Пінар є однією з небагатьох поеток, чиї твори увійшли до збірки віршів 15 століття, відомої як Cancionero General. Крім того, її вірші написано діалектом іспанської, характерним для високих і освічених класів тих часів. Титули дама та сеньйора, які вжито щодо неї у збірці, свідчать про її високий соціальний статус.

## Твори
Авторству Флоренції Пінар приписують шість пісень:
- ¡Ay! que ay quien más no bive;
- Destas aves su nación;
- Ell amor ha tales mañas;
- Hago de lo flaco, fuerte;
- Cuidado nuevo venido;
- Tanto más creçe el querer.

Також її вважають авторкою коментаря до пісні Mi dicha lo desconcierta.

## Стиль та зміст
В основному Флоренція Пінар відома майстерним володінням образною мовою та концептизмом, вмінням розкривати подвійну природу любові, яка є причиною водночас і насолоди, і страждання. Очевидним є також характерне вживання непрямих сексуальних натяків. У ті часи куріпка символізувала жіночу статеву розбещеність, оскільки куріпка є птахом, що дуже легко вагітніє. Грайливе використання подібної символіки є однією з відмінних рис поезії Пінар. Головною темою її віршів є любов, проте в її настроях є багато неоднозначностей. Протягом століть вчені ставлять собі питання, чи мало кохання, про яке вона писала, платонічний характер, чи сексуальний.